# Dispute sur la Sainte Trinité
La Dispute sur la Trinité est une peinture à l'huile sur toile réalisée autour de l'année 1517 par Andrea del Sarto et conservée à la Galerie Palatine du Palais Pitti de Florence. 

## Description
Au sommet du tableau se trouve une représentation de la Sainte Trinité suivant le principe iconographique du « Trône de grâce ». Au premier plan sont agenouillés saint Sébastien et Marie-Madeleine (l'épouse de l'artiste, Lucrezia del Fede, ayant servi de modèle). Derrière eux se tiennent quatre saints debout, de gauche à droite saint Augustin (avec son bâton d'évêque), saint Laurent (avec le gril de son martyre), saint Pierre de Vérone (tenant un livre, portant l'habit dominicain, marqué d'une blessure au crâne) et saint François (dans l'habit de son ordre et portant les stigmates). 

## Histoire
Certains historiens de l'art soutiennent que l'œuvre a été commandée par la famille Peri en raison de la représentation de saints liés à cette famille. C'est le troisième tableau que Sarto produit pour l'église augustinienne de San Gallo à Florence - les autres étant l'Annonciation de San Gallo et un Noli me tangere. Tous les biens du monastère ont été transférés à l'église de San Jacopo Tra Fossi pour raison de sécurité en 1529, juste avant le siège de Florence. Cette église est détruite peu après. 
La date peinte sur la toile est un ajout ultérieur à sa réalisation. Toutefois, Giorgio Vasari, dans ses Vies des meilleurs peintres, sculpteurs et architectes, indique que l'œuvre est produite après La Madone des Harpies (1517) - cette datation est généralement acceptée par comparaison avec d'autres œuvres de cette époque. L'histoire de la toile faite par Bocchi indique qu'elle a été endommagée lors de l'inondation de 1557, mais aucune trace de tels dommages n'a été remarquée lors d'une restauration de 1985. L'œuvre est comptée dans un inventaire du Palais Pitti du XVIIe siècle, passant quelque temps dans la galerie des Offices (1697-1716) avant de retourner de manière définitive à son emplacement actuel en 1829, où elle est exposée dans la salle de Saturne.

## Postérité
Le tableau fait partie du musée imaginaire de l'historien français Paul Veyne, qui le décrit dans son ouvrage justement intitulé Mon musée imaginaire.